# Rhynchagrotis cupida
Rhynchagrotis cupida är en fjärilsart som beskrevs av Augustus Radcliffe Grote 1864. Rhynchagrotis cupida ingår i släktet Rhynchagrotis och familjen nattflyn. Inga underarter finns listade.